# Elección presidencial de Malta de 2019
Se realizaron elecciones presidenciales indirectas en Malta el 2 de abril de 2019. El médico y político maltés George Vella fue el único candidato que aspiró al cargo, siendo elegido presidente de Malta.

## Sistema de elección
El Presidente de Malta es elegido por periodos de 5 años por la Cámara de Representantes de Malta.